# Stary Kobylin
Stary Kobylin – wieś w Polsce położona w województwie wielkopolskim, w powiecie krotoszyńskim, w gminie Kobylin.
W okresie Wielkiego Księstwa Poznańskiego (1815-1848) miejscowość wzmiankowana jako Kobylin Stary należała do wsi większych w ówczesnym pruskim powiecie Krotoszyn w rejencji poznańskiej. Kobylin Stary należał do okręgu kobylińskiego tego powiatu i stanowił odrębny majątek, którego właścicielem był wówczas Aleksander Mielżyński. Według spisu urzędowego z 1837 roku wieś liczyła 176 mieszkańców, którzy zamieszkiwali 13 dymów (domostw).
W latach 1975–1998 miejscowość administracyjnie należała do województwa leszczyńskiego.